# Vettor Grimani Calergi
Vettor Grimani Calergi (Venezia, 21 settembre 1610 – Venezia, 25 ottobre 1665) è stato un nobiluomo e criminale italiano.
Protetto da un piccolo esercito di bravi, fu autore di numerose malefatte a cui la giustizia veneziana, sostanzialmente inerte di fronte ai membri della nobiltà, non seppe porre freno.

## Biografia

### Origini e famiglia
Nacque da Vincenzo di Pietro Grimani e da Marina di Vettor Calergi. Il padre, del ramo residente a Santa Maria Formosa, si era trasferito a palazzo Calergi acquistandolo nel 1598 da Vettor Calergi e nel 1609 ne aveva sposato la figlia, ereditandone il cognome essendo lei l'ultima della casata.
Ebbe otto sorelle, di cui cinque andate monache, e tre fratelli, Antonio Pietro e Giovanni; l'unico a continuare la discendenza fu Giovanni, sposato con Maria di Francesco Loredan.

### Caccia ai benefici
Vettor fu indirizzato alla vita ecclesiastica, ma assunse solo gli ordini minori. In questo modo, riuscì a godere di benefici ecclesiastici senza dover rinunciare alla sua condizione di scapolo scapestrato.
Tentò, senza successo, di ereditare dal prozio Antonio Grimani la commenda del priorato di San Michele di Coniolo, che fu invece assegnato al cardinale Antonio Barberini. In compenso, ottenne l'abbazia di San Gallo di Moggio Udinese (1629) e quella di San Pietro di Ossero (1630). Una terza commenda gli arrivò, alla fine del 1637 o all'inizio del 1638, da Antonio Grimani, un cugino di suo padre che, ammogliatosi, dovette rinunciare all'abbazia di Santa Maria di Rosazzo. L'ultima commenda gli fu assegnata sempre nel 1638 con l'abbazia di San Zeno di Verona.
Almeno tre delle quattro commende del Grimani (Moggio, Ossero, San Zeno) erano però gravate da delle pensioni spettanti al già citato Antonio Barberini e a suo fratello Francesco, per un totale di 6900 ducati da versare loro annualmente. Ma il Grimani gestì i suoi benefici sempre con impudenza e arroganza: da una parte "spremeva" con violenza le proprie abbazie per poter estorcere più denaro possibile, dall'altro disattese con sfrontatezza al pagamento delle pensioni ai Barberini. I quali tentarono di far valere le proprie ragioni di fronte al doge in persona, senza ottenere risultati: la Repubblica, pur deprecandone la condotta, sembrava quasi paralizzata di fronte alle prepotenze del Grimani, circondato da un piccolo esercito di bravi e malviventi.

### Prima fuga a Mantova
Il 10 gennaio 1646 uno dei suoi sgherri sparò a Gian Maria Zoia, capitano delle barche che aveva sequestrato un carico di farina di contrabbando. Il Consiglio dei dieci condannò il Grimani al bando perpetuo ed egli fuggì ad Ostiglia, nel ducato di Mantova. Protetto dello stesso duca Carlo II di Gonzaga-Nevers, che gli garantì libertà di movimento, poté continuare a gestire le sue attività illecite a distanza.
Nell'agosto del 1648 i suoi uomini sconfinarono a San Pietro in Valle, nel Veronese, dove sequestrano un latore di ducali riguardanti un sequestro a istanza di un suo creditore. Il Grimani, dopo essersi fatto consegnare le lettere, imprigionò il malcapitato e, quando questi tentò la fuga, lo denunciò come ladro venendo rinchiuso a lungo nelle carceri ducali.
Nonostante tutto, grazie all'esborso del denaro per il mantenimento di duecento fanti nella guerra di Candia, la sua condanna decadde e poté tornare a Venezia.

### Crimini a Venezia
In città impiegò tempo e ricchezze per andare a donne. Il 30 maggio 1651 un suo bravo sfregiò con un'archibugiata Anna Maria Santelli, una commediante di cui l'abate si era invaghito, mentre questa si intratteneva a palazzo Balbi con un corteggiatore. Il 4 giugno successivo un altro sgherro bastonò Alvise Morosini, un nobile ritardato che il Grimani aveva preso di mira.
Convocato dal Consiglio dei dieci (si presentò puntualmente, convinto di subire solo una paternale), venne invece condannato a cinque anni di carcere. Ma la sera stessa un gruppo di bravi, capeggiati dai fratelli Pietro e Giovanni, sbaragliò le guardie carcerarie, uccidendone il capitano, e liberò Vettor. L'eclatante impresa, che destò lo scandalo dell'intera città, valse al Grimani la condanna al patibolo e una ricompensa di 4000 ducati per chi lo avesse ucciso in terra veneta e di 2000 in terra straniera. Ma lui, con la consueta sfacciataggine, non era intenzionato a lasciare Venezia.
Qualche mese dopo, godendo dell'impunità di fatto, tentò di insidiare Elena Bassanello, una ragazza di buona famiglia, la quale riuscì a sfuggirgli nascondendosi nella casa del conte Demetrio Santi. Individuata grazie alle rivelazioni di una serva che aveva torturato, il 30 giugno 1652 i suoi bravi raggiunsero la casa del nobile, ma vennero da questi eroicamente respinti. Il Consiglio dei dieci, colmo di sdegno, il 12 agosto condannò il Grimani a un altro bando capitale, ma anche questa volta la sentenza non venne applicata.
All'inizio del febbraio 1653 un suo uomo, tale Silvestro Palazzi, subì un sequestro di merce contrabbandata; ma immediatamente due bravi, con la violenza, si ripresero la roba restituendola al Grimani. Ne conseguì un altro bando il 7 marzo (con implicita ammissione, da parte del Consiglio, che i precedenti non hanno avuto effetto) che questa volta costrinse l'abate a sparire per qualche tempo. Ma già il 20 marzo 1654, dietro l'impegno di mantenere 80 fanti per un mese, poté tornare indisturbato a Venezia.

### Lite con i Querini Stampalia
Proprietario del teatro Santi Giovanni e Paolo, fu protagonista di una lite per un palco con Francesco Querini Stampalia, un altro patrizio prepotente protetto da uomini armati. La contesa, che subito si estese a entrambe le famiglie, destò l'apprensione del Consiglio che obbligò i due a una sorta di arresti domiciliari. Ma il Grimani non rispettò la condanna è già il 20 gennaio 1656 risultava presente, come sempre accompagnato dai suoi bravi, alla rappresentazione della Statira, principessa di Persia (libretto di Giovanni Francesco Busenello e musiche di Francesco Cavalli). Il Consiglio, pavidamente, bollò l'episodio come una scappatella.
La lotta nel frattempo continuava e a nulla servì il ricorso a degli arbitri designati dalle due famiglie.
Poco dopo il Grimani si trasferì nel sestiere di San Polo, dove impose la sua tirannide terrorizzando con i suoi sicari l'intera contrada (si veda la denuncia di un anonimo agli inquisitori di Stato datata 15 gennaio 1657).
Alla fine il Consiglio decretò per Grimani e i suoi fratelli la condanna all'esilio a Corfù, mentre Paolo e Francesco Querini Stampalia furono spediti a Zara. Ma dovettero rientrare in città ben presto, visto che il 15 gennaio 1659 Vettor era presente nel suo teatro alle prove del melodramma Costanza di Rosmonda, a lui stesso dedicato (scritto da Aurelio Aureli e musicato da Giambattista Volpe).
Qualche giorno dopo, rientrato anch'egli a Venezia, Francesco Querini Stampalia tentò un attacco ai Grimani. Fu un fallimento: abbandonato dai suoi bravi in fuga, fu condotto al cospetto dell'abate e questi ne decretò l'uccisione nel cortile del suo palazzo, trucidandolo con moltissime archibugiate.
Nuovamente colpiti da un bando del Consiglio dei dieci, con una ricompensa di 6000 ducati a chi avesse ucciso Vettor nei territori della Repubblica e di 4000 se oltreconfine (sentenza del 20 gennaio), i fratelli Grimani ripararono ancora nel Mantovano. La famiglia subì la confisca dei beni; inoltre, l'ingresso della residenza cittadina fu bollato con il sigillo di San Marco e l'ala sinistra che era stata teatro del delitto (un ampliamento di Vincenzo Scamozzi) fu rasa al suolo lasciando posto a una colonna infame.

### Ritorno a Venezia
Sprezzanti come al solito, il 7 luglio successivo i tre fratelli varcarono i confini a Guarda Veneta, attraversando il Po in pompa magna su una sorta di bucintoro. Si sistemarono poco oltre in una tenuta di loro proprietà (segno che la confisca non aveva avuto seguito), sotto gli occhi degli abitanti e degli amministratori locali che si limitarono a segnalarne il ritorno. Il 7 agosto un avogador di Comun designato dal Consiglio dei dieci si recò sul posto per verificare i fatti, ma i Grimani avevano lasciato la residenza il giorno prima per tornare nel Mantovano.
Vennero quindi incriminati il massaro, fattore e il gastaldo dei loro fondi, nonché un ebreo, il rettore della chiesa e un consigliere comunale, colpevoli di non aver denunciato il ritorno dei criminali: furono tutti condannati al bando perpetuo. La giustizia veneziana sembrava impotente di fronte ai patrizi arroganti e durissima contro la gente comune.
Per quanto riguarda il Grimani, fu rinnovata la sentenza di bando capitale. Ma nel frattempo cresceva nel ceto patrizio un gruppo di sostenitori, convinti che il nobile fosse stato vittima di eccessiva severità. I suoi simpatizzanti si fecero ancor più numerosi quando il criminale si impegnò a versare 7000 ducati per il sostentamento di soldati se fosse stato assolto. D'altro canto, chi faceva parte della frangia intransigente temeva delle ritorsioni, come il consigliere dei dieci Leonardo Pasqualigo, uno degli artefici della demolizione di palazzo Grimani.
Il 7 giugno 1661, infine, il Maggior Consiglio cedette alle richieste dei Grimani e ne autorizzò il rientro in patria. Tornati nel pieno possesso dei loro beni, fecero abbattere la colonna d'infamia e ricostruirono l'ala demolita del palazzo. Vettor, tornato a risiedere nella dimora di famiglia, circondato da agi e ricchezze, tornò a delinquere; ma, non più in buona salute, dirigeva le sue malefatte dall'interno del palazzo. Nel 1663, scoperta la cognata Maria Loredan in flagranza di adulterio nella chiesa di San Giobbe, la rinchiuse facendola lentamente morire di veleno; spirerà dopo venti giorni di agonia.
Il Grimani invece, nonostante le cure di tre medici, morì il 25 ottobre 1665 per "mal marasmo freddo" (cioè senza febbre).